# Jadran film
Jadran film je poduzeće za proizvodnju i distribuciju filma koje je osnovano 1946. godine u Zagrebu.

## Povijest
Već iduće godine - 1947. Jadran film je proizveo svoj prvi igrani film Živjeće ovaj narod,  Nikole Popovića.
1956. godine, proizvodni pogon Jadran filma iz Dubrave, izdvaja se iz poduzeća i postaje samostalno pod imenom Dubrava film (poduzeće je ponovno okupljeno 1962. godine). Te iste godine Ivo Vrhovec postaje direktor Jadran filma, i na toj funkciji ostaje do 1969. Zlatne godine Jadran filma bile su za direktorovanja Sulejmana Kapića, koji je velikog pomoćnika imao u producentu Branku Lustigu.
Jadran film je u periodu 1960-ih do 1990-ih bio jedan od najvećih i najpoznatijih filmskih studija u srednjoj Europi.  U tom razdoblju u Jadran filmu je snimljeno oko 145 međunarodnih koprodukcija i 124 domaća filma. Jadran filma je ugostio neke od najvećih filmskih, redateljskih i glumačkih zvijezda tadašnjeg filma. U Jadran filmu snimale su ekipe iz SAD-a, Italije, Češke, Rusije, Njemačke, Švedske i Austrije.  U najbolja vremena paralelno se snimalo i po nekoliko filmova, na raznim lokacijama. U studijima Jadran filma i njegovih koperanata građene su kulise novih gradova, koji su predstavljali Rim, Jeruzalem ili američki Divlji zapad.
Prvi inozemni filmovi snimljeni u pogonima Jadran filma bili su talijanski, to se već zbivalo potkraj 1950-ih. Početak je bio s biblijskim filmovima B produkcije poput Davida i Golijata koji je bio iznimno popularan i u Americi. Talijani koji su često snimali u Hrvatskoj, pomogli su Jadran filmu da nauči filmski posao, i organizira čitav niz potrebnih službi i specijalista za potrebe snimanja; kaskadere, konje, scenografe, statiste, ukratko sve što treba. Jadran film je bio u stanju izgraditi stari rimski grad, vikinško selo, Egipat. U to doba i okružje je išlo na ruku Jadran filmu, tako su hoteli bili znatno jeftiniji nego drugdje po Europi, a bili su dobri.
U studijima Jadran filma snimljeni su i neki Oscarom nagrađeni filmovi poput američkog filma Sofijin izbor, redatelja Alana Pakule za koji je glumica Meryl Streep dobila Oscara, kao i njemački film Limeni bubanj Volkera Schlöndorffa koji je 1979. osvojio Oscara za najbolji strani film. U Zagrebu je 1962. snimljena i ekranizacija Kafkina Procesa koju je režirao poznati američki redatelj Orson Welles.
Najpoznatiji koprodukcijski serijal koji je rađen u Jadran filmu je saga o Winnetou, ukupno deset filmova (od 1962. ), u kojim su manje uloge odradili mnogi domaći glumci i lokalni stanovnici. U Zagrebu su snimljena i dva nastavka američke serije Dvanaestorica žigosanih, te dio filma Noć lisice, i neke epizode nagrađivane tv serije Vjetrovi rata, te dio serijala Rat i sjećanja.
Nekako s početkom Domovinskog rata, počele su nevolje Jadran filma, - sve ono što je nekada predstavljalo prednost koju je Jadran film imao u odnosu na konkurentske zemlje (Slovačka, Češka, Mađarska, Poljska, Rumunjska  ...) istopilo se na brzinu. Studiji Jadran filma su opustjeli, od 300 ljudi, spalo se na svega 80 - vanjski suradnici su se razbježali, oprema, pogoni i inventar kuće počeo se raspadati i rastakati. Na to je došla pretvorba i privatizacija, koja je još više gurnula Jadran film prema dnu.
Velik teren u Dubravi, na kojem su se nekad gradile kulise (koje su glumile povijesni Rim ili tatarsko selo) prodano je investitorima koji tamo grade shopping-centar.
Oko prodaje tog zemljišta izbila je afera u koju je upleten novinar Denis Kuljiš, koji je prije prodaje bio predsjednik Nadzornog odbora Jadran filma, i koji je po nekim tvrdnjama zemlju rasprodao na sumnjiv način.
Kako vrijeme ide tako se Jadran film sve više osipa, i slabi, danas više i nema kapacitete za velike koprodukcije kakve su se nekad snimale.
Zato nije čudo da je Jadran film produkcijsko-filmski studio, zabilježio u prvoj polovici 2007. godine 3,9 milijuna kuna gubitka što je za tri milijuna kuna više nego godinu dana ranije.

## Vanjske poveznice
- Jadran-film, Službene stranice (engl.)
- Jadran-film na Internet movie data base (engl.)
- O Jadran filmu na portalu film.hr